# 아일랜드 이름

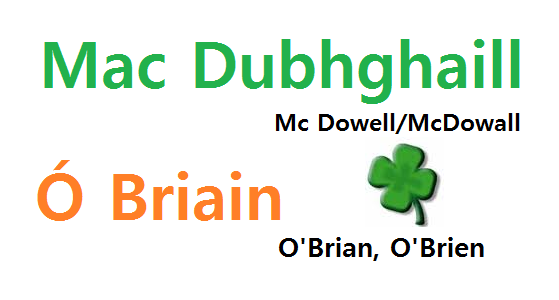

아일랜드 이름은 아일랜드인이 쓰는 주로 아일랜드어에 바탕한 이름체계를 말한다. 성-이름으로 이루어져 있으며, 어원적으로 성의 대부분은 부칭에서 비롯된다.
(다만 오늘날에는 그 어원이 인식되지 않고 한 단어로 굳어진 것이 보통이다) 성은 남성이냐 여성이냐 여성의 경우 여성이 남편의 성을 따르냐 안 따르냐에 따라서 여러 가지 변이형이 있다. 게일언어구등 시골 지역에는 이중부칭이라는 관습이 있다.(아버지와 할아버지 이름을 딴 것) 또 모계명에 따라 어머니와 할머니의 이름을 따는 경우도 있다. 아일랜드식 이름은 아일랜드 출신자들이 영어권 국가들에 많이 살기 때문에 영어권 국가들에서 많이 발견되는데 이 경우 스펠링은 거의 영어식으로 바뀐 것을 쓰기 때문에 아일랜드어 철자와는 다른 경우가 대부분이다.

## 전통적 작명법
게일 언어구등 오래된

## 성과 접사
| 남성 | 여성        | 영어화된 철자 | 뜻             |
| ---- | ----------- | ------------- | -------------- |
| Ó/Ua | Ní          | O’            | ~의 손자/손녀  |
| Mac  | Nic         | Mc            | ~의 아들/딸    |
| —    | (Bean) Uí   | O’            | 손자 OO의 아내 |
| —    | (Bean) Mhic | Mc            | 아들 OO의 아내 |